# Horizonte de Cauchy
Em física, um horizonte de Cauchy é uma condição tal como a luz (espaço de Minkowski) do domínio de validade de uma problema de Cauchy (uma condição de fronteira particular da teoria das equações diferenciais parciais). Um lado do horizonte contém geodésica espacial fechada e o outro contém geodésica temporal fechada.
O mais simples exemplo é o horizonte interno de um buraco negro de Reissner-Nordström.